# Рахліна Марлена Давидівна
Марлена Давидівна Рахліна (29 серпня 1925 р., Ленінград, СРСР — 5 червня 2010 р., Харків, Україна) — український російськомовний поет, перекладач.

## Життєпис
Народилася в Ленінграді в сім'ї радянських працівників Давида Мойсейовича Рахліна (1902—1958) і Блюм Абрамівни Маргуліс (1902—1964). Щирі комуністи, вони дали ім'я своїй дочці на честь Маркса і Леніна.
У 1936 р. батька, викладача політекономії Військово-політичної академії ім. М. Толмачова (на той час знаходилася у Ленінграді), перевели в Харківську військово-господарську академію, сім'я переїхала до Харкова.
У 1937 р. батьки були виключені з КПРС (батька — за звинуваченням у троцькізмі, мати — у зінов'євщіні).
У 1942-1943 рр. перебувала в евакуації у м. Златоусті, де навчалася в школі та одночасно працювала у лабораторії на металургійному заводі.
На початку 1944 р. сім'я повернулася з евакуації до Харкова.
У 1944—1949 рр. Рахліна вступила на філологічний факультет Харківського університету, де познайомилася з Борисом Чичибабіним (після його ув'язнення тричі їздила до нього у В'ятскі табори), Юлієм Данієлем та Ларисою Богораз. Підчас навчання відвідувала літературну студію при місцевій організації Спілки письменників.
У 1950 році батьки Рахліної були репресовані, повернувшись з ГУЛАГу за реабілітацією у 1956, незабаром померли.
З 1949 р. викладала російську мову та літературу: у 1949—1951 рр. у школі села Берестовенька Красноградського району Харківської області, пізніше — в Рогані (у той час — під Харковом). Працювала бібліотекарем Бюро технічної інформації Харківського електромеханічного заводу, у 1966—1971 — шкільним вчителем у виправно-трудовій колонії у Харкові, з 1971 р. до виходу на пенсію у 1980 р. — вихователем та вчителем у дитячому протитуберкульозньому санаторії в районі Основи в Харкові.

## Творчість
Вірші почала писати з 12 років. Вони друкувалися в журналах «НМ», «Континент», «Веселка», «Добрий ранок», «Український вісник», «Дружба народів», «Карта» та ін. Вірші Рахліної перекладені на українську мову.
З 1992 — член Національної Спілки письменників України.
Автор книги спогадів «Що було — бачили» [Архівовано 28 березня 2020 у Wayback Machine.] (російською мовою).
Перекладала поезію з української мови. У 1996 у видавництві «Око» вийшла книга перекладів Василя Стуса «Золотокоса красуня».

## Книги віршів
- Дом для людей. Харьков, 1965.
- Маятник. Харьков, 1968.
- Надежда сильнее меня. Москва, «Прометей», 1990 (передмова Бориса Чичибабіна).
- Другу в поколенье. Москва, «Весть-ВИМО», 1994.
- Потерявшиеся стихи. Харьков, «Фолио», 1996.
- Октябрь, на июль похожий. Харьков, «Фолио», 2000.
- Чаша. Харьков, «Фолио», 2001.
- Прозрачные слова. Харьков, «Права Людини», 2006.